# Черчилль, Фрэнк
Фрэнк Э́двин Че́рчилль (англ. Frank Edwin Churchill, 20 октября 1901[…], Рамфорд, Мэн — 14 мая 1942, Castaic, Калифорния) — американский композитор. Известен своей музыкой к диснеевскому мультфильму 1937 года «Белоснежка и семь гномов»», а также: «Три поросёнка», «Бэмби», «Дамбо» и «Приключения Икабода и мистера Тоада». Лауреат премии «Оскар» (1942, «Дамбо», за лучший мюзикл), дважды номинировался на «Оскара» (1938 год, «Белоснежка», и 1943, «Бэмби», посмертно). Лауреат премии «Легенды Диснея» (2001).

## Биография
Фрэнк Черчилль родился 20 октября 1901 года в Рамфорде, штат Мэн, в семье Клары Э. Кертис и Эндрю Дж. Черчилля. Музыкальную карьеру начал в возрасте 15 лет, сопровождая игрой на пианино немые фильмы в кинотеатрах. После того, как он бросил медицинское образование в Калифорнийском университете, чтобы продолжить музыкальную карьеру, он стал концертмейстером на радиостанции Лос-Анджелеса KNX (AM) в 1924 году. 
Черчилль присоединился к студии Диснея в 1930 году и озвучил для неё множество мультфильмов. В частности, его песня для «Трёх поросят» (Нам не страшен серый волк) имела огромный коммерческий успех. Поэтому в 1937 году Черчиллю доверили написание песен для первого полнометражного мультфильма Диснея «Белоснежка и семь гномов». Его запоминающиеся мелодии сыграли большую роль в первоначальном успехе фильма и его дальнейшей популярности.
Благодаря успеху «Белоснежки» Черчилль стал руководителем музыки в студии Disney, он также помогал писать музыку для таких фильмов, как «Приключения Икабода и мистера Тоада» и «Питер Пэн».
Фрэнк Черчилль покончил жизнь самоубийством 14 мая 1942 года на своем ранчо к северу от Лос-Анджелеса в Кастайке. Перед этим умерли два его ближайших друга, что вызвало у Черчилля тяжёлую депрессию, он стал злоупотреблять алкоголем. Возможно, сказалась и ссора с Диснеем по поводу музыки к «Бемби». Похоронен на Кладбище Мемориального парка Форест-Лаун в Глендейле.